# Бритти, Алекс
Алессандро «Алекс» Бритти — (итал. Alex Britti) — популярный итальянский певец и композитор, виртуозный гитарист.

## Биография

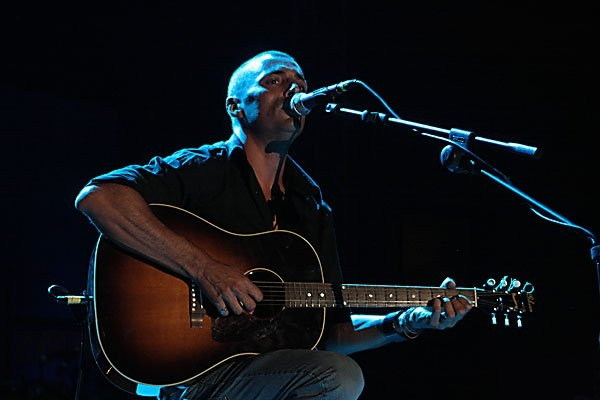
Alex Britti на концерте

В 17 лет основал свою собственную группу, которая играла в стиле блюз. Успех пришёл в 1998 году, когда его сингл «Solo una volta» взлетел на вершины итальянских хит-парадов.
В октябре 1998 года вышел его первый официальный альбом «it.Pop», было продано более 300 тыс. копий.
В 1999 году он выступил на фестивале Сан-Ремо с песней «Oggi sono io». В итоге, он стал победителем в категории «новичков». Позже его песню «Oggi sono io» перепела легендарная итальянская певица Мина.
В 2000 году он выпустил свой второй альбом «La vasca» (Бассейн), два сингла с которого поднялись на высшие ступени итальянских чартов.
В 2001 году Алекс вновь участвует в фестивале Сан-Ремо, но на этот раз он выступает в категории «Big» и занимает лишь 7-е место.
В 2003 году он представляет на фестивале песню 7000 caffe и занимает второе место. Позже выходит его третий альбом под названием «3».
В 2005-м выпускает четвёртый альбом «Festa», три песни с которого Алекс написал в сотрудничестве с Маурицио Костанцо.
2006 год и опять Сан-Ремо. На этот раз он занял третье место с песней «…Solo con te».
29 сентября 2007 года он участвует в передаче MTV Unplugged, которая проводилась в Италии всего второй раз. Он исполняет новые и старые хиты под аккомпанемент акустической гитары. Программа была выпущена в эфир 28 января 2008, а 1 февраля выходит DVD с концертом, а также подарочное издание CD + DVD.
25 сентября 2009 был выпущен новый сингл «Piove» (Дождь), а 6 ноября выходит новый альбом «.23».

## Дискография

### Официальные альбомы
- 1998 — It.Pop
- 2000 — La vasca
- 2003 — 3
- 2005 — Festa
- 2008 — Alex Britti MTV Unplugged
- 2009 — .23
- 2011 — Best Of
- 2013 - Bene cosi
- 2015 - In nome dell'amore - Volume 1
- 2017 - In nome dell'amore - Volume 2

### Неофициальные альбомы
- 1992 — Alex Britti

### Синглы
- 1998 — Solo una volta (o tutta la vita)
- 1998 — Gelido
- 1999 — Oggi sono io
- 1999 — Mi piaci
- 2000 — Una su 1.000.000
- 2000 — La vasca
- 2001 — Sono contento
- 2001 — Io con la ragazza mia tu con la ragazza tua
- 2003 — 7000 caffè
- 2003 — La Vita sognata
- 2003 — Lo zingaro felice
- 2005 — Prendere o lasciare
- 2006 — Festa
- 2006 — Quanto ti amo
- 2006 — Solo con te
- 2006 — Notte di mezza estate
- 2008 — Milano
- 2008 — L’isola che non c'è
- 2009 — Piove
- 2009 — Buona fortuna
- 2009 — L’attimo per sempre
- 2011 — Immaturi